# Los Valientes del Mundo Nuevo
Los Valientes del Mundo Nuevo (с исп. — «Храбрецы Нового Света») — второй концертный альбом американской рок-группы Black Lips. Эта запись, предположительно, сделана на концерте в Тихуане, Мексика. Однако достоверность этого заявления часто подвергалась сомнению. Многие из представленных в альбоме песен вошли в предыдущий студийный альбом группы, Let It Bloom.

## История
Один из участников Black Lips объявил: «Это будет лучшая концертная запись всех времён!», после чего группа заводит песню «Not a Problem» из альбома Los Valientes del Mundo Nuevo, и с концептуальной точки зрения этот диск, кажется, обладает реальным потенциалом. Для этого концерта (если верить аннотации) Black Lips решили записать выступление в одном из крупнейших мировых центров разврата — Тихуане, Мексика — и пригласили группу мариачи для открытия. Пьяная и восторженная публика заполнила зал, проститутки исполняли непристойные номера, группа кричала на сцене, и все, кто ещё не забыл этот вечер, прекрасно провели время.

## Отзывы
| Оценки критиков | Оценки критиков |
| Источник        | Оценка          |
| --------------- | --------------- |
| Allmusic        | [ 1 ]           |
| Rolling Stone   | [ 2 ]           |
| Pitchfork Media | (7.8/10)        |
| Stylus          | B+              |

Альбом получил положительные отзывы музыкальной критики и интернет-изданий.
Марк Деминг отметил в Allmusic, что «Хотя выступления в альбоме Los Valientes del Mundo Nuevo (или „Храбрецы Нового Света“) порой звучат подозрительно слаженно для настоящей живой записи (особенно учитывая безумные обстоятельства, которые они описывают для этого вечера), грязный, примитивный подход группы к гаражному року с блюзовым подтекстом звучит действительно хорошо, и хотя эти выступления немного не дотягивают до „сжатости“, Black Lips звучат именно так, как им хотелось бы. Впрочем, две трети песен уже вошли в предыдущий студийный альбом группы, Let It Bloom 2005 года, так что вам не нужно быть особенно преданным поклонником, чтобы ознакомиться с материалом. И хотя лучшие вещи на этом диске — вычурные, подход не сильно отличается от их студийных записей. Но судя по шуму толпы, толпа отлично проводила время, пока крутили кассеты Los Valientes del Mundo Nuevo, и любой, кому по душе их атмосфера „Осень встречает Мусорщиков“, несомненно, почувствует то же самое, слушая этот альбом, хотя для воссоздания этих ощущений рекомендуется употреблять крепкие напитки (или принимать лекарства из-под рецепта)».

## Список композиций
1. «M.I.A.» — 3:53
2. «Boomerang» — 2:27
3. «Sea of Blasphemy» — 2:14
4. «Stranger» — 2:33
5. «Not a Problem» — 3:14
6. «Hippie, Hippie, Hoorah» — 2:53
7. «Boone» — 2:07
8. «Everybody’s Doing It» — 3:00
9. «Fairy Stories» — 1:52
10. «Dirty Hands» — 2:36
11. «Buried Alive» — 2:24
12. «Juvenile» — 8:14
13. [Hidden Track] «Lion with Wings» — 2:52